# Anna Caterina Antonacci
Pour les articles homonymes, voir Antonacci.
Anna Caterina Antonacci (née le 5 avril 1961 à Ferrare, en Émilie-Romagne) est une artiste lyrique (soprano/mezzo-soprano) italienne.

## Biographie
Anna Caterina Antonacci remporte en 1988 le concours Verdi de Parme, puis les concours internationaux Maria Callas et Luciano Pavarotti.
En 1990 et en 2005, la critique italienne lui décerne le prix Abbiati et sa carrière internationale prend dès lors son essor.
L’étendue de sa voix et ses talents de tragédienne lui permettent d'aborder aussi bien des rôles de soprano que certains rôles de mezzo-soprano, puisant dans les répertoires des XVIIe et XVIIIe siècles (Monteverdi, Purcell, Haendel, Gluck, Paisiello, Mozart).
Rossinienne reconnue, elle excelle tant dans l'opera buffa que dans l'opera seria et interprète également les œuvres de Bellini, Donizetti, Verdi, Bizet, Massenet, Stravinsky. Elle a chanté avec certains des chefs d'orchestre les plus renommés, tels Claudio Abbado, Riccardo Chailly, William Christie,  Sir Colin Davis, John Eliot Gardiner, René Jacobs, Sir Charles Mackerras et Riccardo Muti.
Depuis la saison 2003/2004, elle se concentre sur le répertoire pour soprano. Elle a interprété Cassandre des Troyens de Berlioz au Théâtre du Châtelet avec Sir John Eliot Gardiner, Elettra d’Idoménée au Nederlandse Opera et au Mai musical florentin et Anna de Hans Heiling de Marschner à Cagliari.
En 2004, elle a chanté dans Le Couronnement de Poppée avec René Jacobs au Théâtre des Champs-Élysées (rôle de Néron) puis à l'Opéra de Paris (rôle de Poppée).
En 2005, elle a interprété Medea à Toulouse et au Théâtre du Châtelet. Cette même production, signée Yannis Kokkos sera reprise en Grèce au Théâtre d'Épidaure lors des célébrations hommage à Maria Callas.
Elle a donné un récital en hommage à Pauline Viardot au Théâtre du Châtelet et au Wigmore Hall de Londres avec Frederica von Stade et Vladimir Tchernov (en), puis elle a interprété Les Nuits d'été de Berlioz avec Sir Colin Davis au Théâtre des Champs-Élysées.
Une prise de rôle importante a été celle de Rachel dans La Juive d'Halévy à l'Opéra Bastille.
Elle donnera un récital à l'Opéra de Lyon durant la saison 2008-2009 et une Tournée Era La Notte, Spectacle sur Monteverdi où elle interprète les trois rôles du Combat de Tancrède et Clorinde, paru chez Naïve, elle part en tournée avec Altre Stelle, spectacle consacré au répertoire français. Ces deux spectacles sont mis en scène par Juliette Deschamps.
Elle sera dans la distribution du Carmen donné au théâtre du Capitole de Toulouse du 3 au 12 avril 2009. Elle chantera le rôle de "Carmen". Puis à Covent Garden (paru en DVD), mais également à l'Opéra-Comique, où une représentation sera retransmise en direct dans les salles de cinéma françaises.
En février 2011, elle triomphe dans la cantate de Berlioz "La Mort de Cléopâtre" à la salle Pleyel à Paris avec l'orchestre national de France sous la direction de Sir John Eliot Gardiner, puis à Londres et Madrid avec le L.P.O. sous la baguette de Yannick Nézet-Séguin, en même temps que sort l'enregistrement de la cantate, fait avec l'orchestre philharmonique de Rotterdam et Yannick Nézet-Séguin.

## Discographie

### CD
- Rigoletto de Giuseppe Verdi. Dir. Chailly, Polastri, Benini, Tonini (DECCA, Nov 13, 1989)
- Messa di Gloria de Gioachino Rossini. (BMG Records, Nov 16, 1994)
- Petrouchka et Pulcinella d'Igor Stravinsky. (Polygram Records, Mar 14, 1995)
- I Capuleti e I Montecchi de Vincenzo Bellini. (Digital Cto, Nov 21, 1995)
- Così fan tutte de Wolfgang Amadeus Mozart. Dir. Gustav Kuhn (Orfeo, Dec 12, 1995)
- Le nozze di Figaro de Wolfgang Amadeus Mozart. (Polygram Records, Jan 23, 1996)
- L'incoronazione di Poppea de Claudio Monteverdi. (Farao Records, November 3, 1998)
- Nina, o sia La pazza per amore de Giovanni Paisiello. Dir. Riccardo Muti. (BMG Records, Aug 29, 2000)
- Live Bayerische Staatsoper, 1997-2005 avec Christoph Willibald Gluck, Georg Friedrich Haendel, Claudio Monteverdi, et Giuseppe Verdi. (Farao Records, Sep 27, 2005)
- Era La Notte avec Pietro Antonio Giramo, Claudio Monteverdi et Barbara Strozzi. Dir. Federico Maria Sardelli. (Naïve, Mar 21, 2006)
- Vetrate Di Chiesa Il Tramonto Trittico Boticelliano- (Ottorino Respighi)  Dir.John Neschling (décembre 2017).

### DVD
Puccini - Madama Butterfly / Maazel, Hayashi, Kim, Dvorsky, La Scala  by Yasuko Hayashi, Hack-Nam Kim, Anna Caterina Antonacci, and Peter Dvorsky (II) (DVD - Dec 11, 2001)
Verdi - Falstaff / Muti, Maestri, Frittoli, Florez, Frontali, Antonacci, Busseto Teatro Verdi  by Anna Caterina Antonacci, Barbara Frittoli, Ambrogio Maestri, and Juan Diego Florez (DVD - Nov 18, 2003)
Pergolesi - Stabat Mater / Barbara Frittoli, Anna Caterina Antonacci, Riccardo Muti, La Scala  by Romolo Costa, Elio Steiner, Vasco Creti, and Carlo Lombardi (DVD - Jun 15, 2004)
Berlioz - Les Troyens / Susan Graham, Didon, Anna Caterina Antonacci, Cassandre, Gregory Kunde, Enée, Ludovic Tezier, Chorèbe, Laurent Naouri, Narbal, Renata Pokupic, Anna, Monteverdi Choir, Chœur du Théâtre du Châtelet, Orchestre Révolutionnaire et Romantique, Dir. John Eliot Gardiner, mise en scène Yannis Kokkos.  (3 DVD BBC Opus Arte - Oct 19, 2004)
Verdi - I Vespri Siciliani / Dunn, Luchetti, Giaiotti, Nucci, Chailly, Bologna Opera  by Leo Nucci, Veriano Luchetti, Bonaldo Giaiotti, and Susan Dunn (II) (DVD - April 26, 2005)
Mozart - Don Giovanni / Alvarez, Pieczonka, Antonacci, Kirchschlager, d'Arcangelo, Schade, Regazzo, Selig, Muti, Vienna  (DVD - Jun 21, 2005)
Marschner - Hans Heiling / Werba, Antonacci, Lippert, Fontana, Wulkopf, Ebau, Palumbo, Cagliari Opera  by Anna Caterina Antonacci, Markus Werba, and Renato Palumbo (DVD - Jul 26, 2005)
Handel - Rodelinda / Antonacci, Scholl, Streit, Chiummo, Winter, Stefanowicz, Christie, Glyndebourne Opera  by Anna Caterina Antonacci, Andreas Scholl, Kurt Streit, and Umberto Chiummo (DVD - Aug 30, 2005)
Rossini - Ermione / Antonacci, Ford, Montague, Austin Kelly, Howell, Nilon, Lopez-Yanez, Unwin, Davis, Glyndebourne Opera  by Anna Caterina Antonacci, Bruce Ford, and Andrew Davis (DVD - Nov 22, 2005)
Berlioz - Les Troyens, Eva-Maria West Broek, Didon, Anna Caterina Antonacci, Cassandre, Bryan Hymel, Enée, Fabio Capitanucci, Chorèbe, Brindley Sherratt, Narbal, Hanna App, Anna, Royal Opera Chorus, Orchestra of the Royal Opera House, Dir. Antonio Pappano, mise en scène David McVicar. 2 DVD et Blu-ray Opus Arte 2013.
Berlioz - La Damnation de Faust, Mathias Vidal, Faust, Anna Caterina Antonacci, Marguerite, Nicolas Courjal, Méphistophélès, Chœur Marguerite Louise, Dir. Gaëtan jarry, Les Siècles, Dir. François-Xavier Roth. DVD Chateau de Versailles spectacles 2019